# Khu bảo tồn Ngorongoro
Khu bảo tồn Ngorongoro (NCA) là một khu bảo tồn thiên nhiên và di sản thế giới nằm cách 180 km (110 dặm) về phía tây Arusha, trên khu vực Cao nguyên Ngorongoro thuộc Tanzania. Khu vực này được đặt tên theo tên của Miệng núi lửa Ngorongoro, một núi lửa lớn nằm trong vườn quốc gia. Được quản lý bởi Cơ quan Bảo tồn Khu vực Ngorongoro, một đơn vị của Chính phủ Tanzania, vườn quốc gia nằm trong ranh giới của vùng Arusha.
Được thành lập vào năm 1959 với diện tích ban đầu là 809.440 ha, vườn quốc gia nằm ở phía Đông nam của Vườn quốc gia Serengeti, phía Tây của Thung lũng tách giãn Lớn. Đây là một khu bảo tồn động vật hoang dã lớn, đồng thời là công viên khảo cổ với các bằng chứng tiến hóa của con người, bao gồm dấu vết của vượn người có niên đại lên đến 3,6 triệu năm.
Việc xây dựng khách sạn du lịch sang trọng trong Khu bảo tồn cho phép mọi người tiếp cận với vẻ đẹp tuyệt vời của một trong những khu bảo tồn động vật hoang dã ít biến đổi nhất thế giới, thậm chí hàng ngàn người Maasai đã bị cưỡng chế ra khỏi khu vực và ngăn không cho họ tiếp cận với nguồn nước cho gia súc của họ.

## Lịch sử và địa lý
Tên của miệng núi lửa có nguồn gốc từ một từ tượng thanh khi nó được các mục vụ Maasai khi họ nghe những âm thanh phát ra từ lạc bò (ngoro ngoro). Dựa trên các bằng chứng hóa thạch tại Hẻm núi Olduvai, nhiều loài Người khác nhau trong khoảng thời gian 3 triệu năm đã được biết đến.
Những người săn bắt hái lượm trong quá khứ đã dần được thay thế bởi những mục súc cách đây vài nghìn năm. Những người Mbulu đến khu vực này khoảng 2.000 năm trước và sau đó là những người Datooga cách đây khoảng 1.700 năm. Sau đó cả hai nhóm người này đã bị đuổi khỏi khu vực bởi những người Maasai trong những năm 1800.
Những cây vả khổng lồ ở phía tây bắc của rừng Lerai là những nơi thiêng liêng đối với người Maasai và Datooga. Một số cây trong số đó có thể đã được trồng lên trên mộ của một nhà lãnh đạo Datago đã chết trong trận chiến với người Maasai vào khoảng năm 1840.
Không có người châu Âu nào đã từng đặt chân đến miệng núi lửa Ngorongoro cho đến năm 1892, khi nhà thám hiểm Oscar Baumann đã ghé thăm khu vực này. Hai anh em người Đức là Adolph và Friedrich Siedentopf trồng trọt tại miệng núi lửa cho đến khi Chiến tranh Thế giới thứ nhất bùng nổ, sau khi thuê đất từ chính quyền Đông Phi Đức. Họ thường xuyên chụp hình và cố gắng lùa những con linh dương đầu bò ra khỏi miệng núi lửa.
Năm 1921, pháp lệnh về khu bảo tồn thú săn đầu tiên đã được thông qua, trong đó có việc hạn chế săn bắn. Năm 1928, việc săn bắn bị cấm trên tất cả các vùng đất trong vành miệng núi lửa, ngoại trừ các trang trại Siedentopf cũ. Pháp lệnh Vườn quốc gia năm 1948 (thực hiện năm 1951) đã thành lập Vườn quốc gia Serengeti (SNP). Tuy nhiên, điều này lại gây ra vấn đề lớn với người Maasai và các bộ tộc khác, và để giải quyết điều đó thì Pháp lệnh Khu bảo tồn Ngorongoro (NCA) (1959) đã tách Ngorongoro khỏi Serengeti. Các mục vụ Maasai sống trong Vườn quốc gia Serengeti được di dời đến Ngorongoro một cách có hệ thống, gia tăng dân số Maasai và gia súc của họ sống trong miệng núi lửa Ngorongoro.:48 Cơ quan Quản lý Khu bảo tồn Ngorongoro được thành lập theo Luật Khu bảo tồn thú săn vào năm 1976 và sở hữu phần lớn đất đai của Ngorongoro, bao gồm cả miệng núi lửa. Khu vực này đã trở thành Di sản thế giới của UNESCO vào năm 1979. Đạo luật Bảo tồn Động vật hoang dã năm 2009 tiếp tục hạn chế sử dụng tài nguyên tại miệng núi lửa Ngorongoro của con người và hình thành một khung pháp lý để giảm dần và thay thế những mục vụ truyền thống tại đây.:57-59
Đất đai trong khu bảo tồn đa dụng và độc đáo vì nó là khu vực bảo tồn duy nhất ở Tanzania bảo vệ động vật hoang dã trong khi vẫn cho phép con người cư trú. Việc sử dụng đất được kiểm soát để ngăn chặn các tác động tiêu cực đến quần thể động vật hoang dã. Ví dụ, trồng trọt bị cấm ở tất cả khu vực, nhưng vẫn cho phép ở mức độ đủ mức sinh kế.
Khu vực này là một phần của Hệ sinh thái Serengeti và về phía tây bắc, nó tiếp giáp với Vườn quốc gia Serengeti và vùng đồng bằng Nam Serengeti. Những vùng đồng bằng này cũng mở rộng về phía bắc về Loliondo, là khu vực không được bảo vệ. Phía nam và phía tây của khu vực này là vùng cao nguyên núi lửa, bao gồm miệng núi lửa Ngorongoro nổi tiếng và miệng núi lửa Empakaa ít được biết đến hơn. Ranh giới phía nam và phía đông được xác định bởi vành "bức tường" của Đới tách giãn Đông Phi, ngăn cản sự di cư của các loài động vật theo những hướng này.

## Hẻm núi Oldupai
Khu bảo tồn Ngorongoro cũng bảo vệ Hẻm núi Oldupai, nằm trong khu vực đồng bằng. Nó được coi là chỗ ngồi của nhân loại sau khi phát hiện ra các mẫu vật được biết đến sớm nhất của chi Người, Homo habilis cũng như Họ Người sớm, chẳng hạn như Paranthropus boisei.
Hẻm núi Oldupai là một khe núi dốc đứng trong thung lũng Tách giãn Lớn, trải dài dọc theo Đông Phi. Oldupai nằm ở phía đông đồng bằng Serengeti ở miền bắc Tanzania và dài khoảng 50 km (31 dặm). Nó nằm trong khu vực khuất mưa của vùng cao nguyên Ngorongoro và là phần khô nhất tại đây. Hẻm núi được đặt tên theo Oldupaai, trong tiếng Maasai cho cây Sansevieria ehrenbergii hoang dã mọc trong khu vực.
Đây là một trong những địa điểm thời tiền sử quan trọng nhất trên thế giới và nghiên cứu đã có cơ sở trong việc tìm hiểu thêm về sự tiến hóa của con người. Công việc khai quật đã được đi đầu bởi hai nhà nhân chủng học người Anh là Mary và Louis Leakey trong những năm 1950 và được tiếp tục đến ngày hôm nay bởi gia đình của họ. Một số người tin rằng, hàng triệu năm trước đây, địa điểm này là một hồ nước lớn, bờ biển được bao phủ bởi các tro núi lửa liên tiếp tích tụ dầy lên. Khoảng 500.000 năm trước, hoạt động địa chấn đã chuyển hướng một con suối gần đó, bắt đầu cắt xuống các trầm tích, để lộ bảy lớp chính tại vách của hẻm núi.

## Động vật hoang dã
Miệng núi lửa là nơi sinh sống của 25.000 động vật lớn, chủ yếu là động vật móng guốc. Những loài lớn nhất trong miệng núi lửa có thể kể đến Tê giác đen đã suy giảm từ khoảng 108 cá thể năm 1964-1966 xuống chỉ còn 11-14 vào năm 1995, Trâu rừng châu Phi, Hà mã. Ngoài ra là một số loài động vật có guốc có số lượng lớn hơn như Linh dương đầu bò xanh (ước tính 7.000 cá thể năm 1994), Ngựa vằn Grant (4.000 cá thể), Linh dương Eland, Linh dương Grant, Linh dương Thomson (khoảng 3.000 cá thể). Linh dương nước xuất hiện chủ yếu ở rừng Lerai. Tuy nhiên, các loài Linh dương Oribi, Linh dương sừng móc và Cá sấu không được tìm thấy, trong khi Linh dương Impala vắng mặt dần khi các khu rừng mở rộng không thích hợp cho chúng. Hươu cao cổ cũng vắng mặt, có thể là do tại đây thiếu các loài thực vật khoái khẩu chúng. Các loài thú săn mồi hiếm thấy hơn bao gồm Sư tử Đông Phi, Báo săn Đông Phi, Chó hoang Đông Phi, Báo châu Phi. Miệng núi lửa là một trong những nơi có quần thể Sư tử Đông Phi lớn nhất với 62 cá thể vào năm 2001.
Mặc dù được coi là "Khu vực tự nhiên khép kín" cho nhiều loài động vật hoang dã nhưng hơn 20% số lượng loài Linh dương đầu bò và một nửa quần thể Ngựa vằn đã di cư khỏi miệng núi lửa trong mùa mưa. Trong khi Trâu rừng và Linh dương Eland thì ngược lại khi đây là hai loài có số lượng lớn hơn vào mùa mưa. Một tác dụng phụ của miệng núi lửa bị khép kín là dân số sư tử tại đây ít được lai tạo. Điều này là do rất ít số lượng rất ít sư tử đực khác xâm nhập vào để hình thành các gen mới. Từ năm 1986, số lượng loài Linh dương đầu bò đã giảm từ 14.677 xuống 7.250 cá thể (2003-2005). Trong khi số lượng Linh dương Eland và Thomson giảm đi nhiều thì Trâu rừng tăng lên nhanh chóng, có lẽ là do công tác quản lý thảm thực vật bởi các đám cháy, tạo điều kiện cho cỏ nhiều xơ phát triển nhanh hơn. Trong khu vực miệng núi lửa là sự xuất hiện rộng rãi loài Linh miêu đồng cỏ. Hồ Magadi là một hồ nước lớn ở phía tây nam của miệng núi lửa, thường là nơi sinh sống của hàng ngàn cá thể chim hồng hạc.

## Hình ảnh

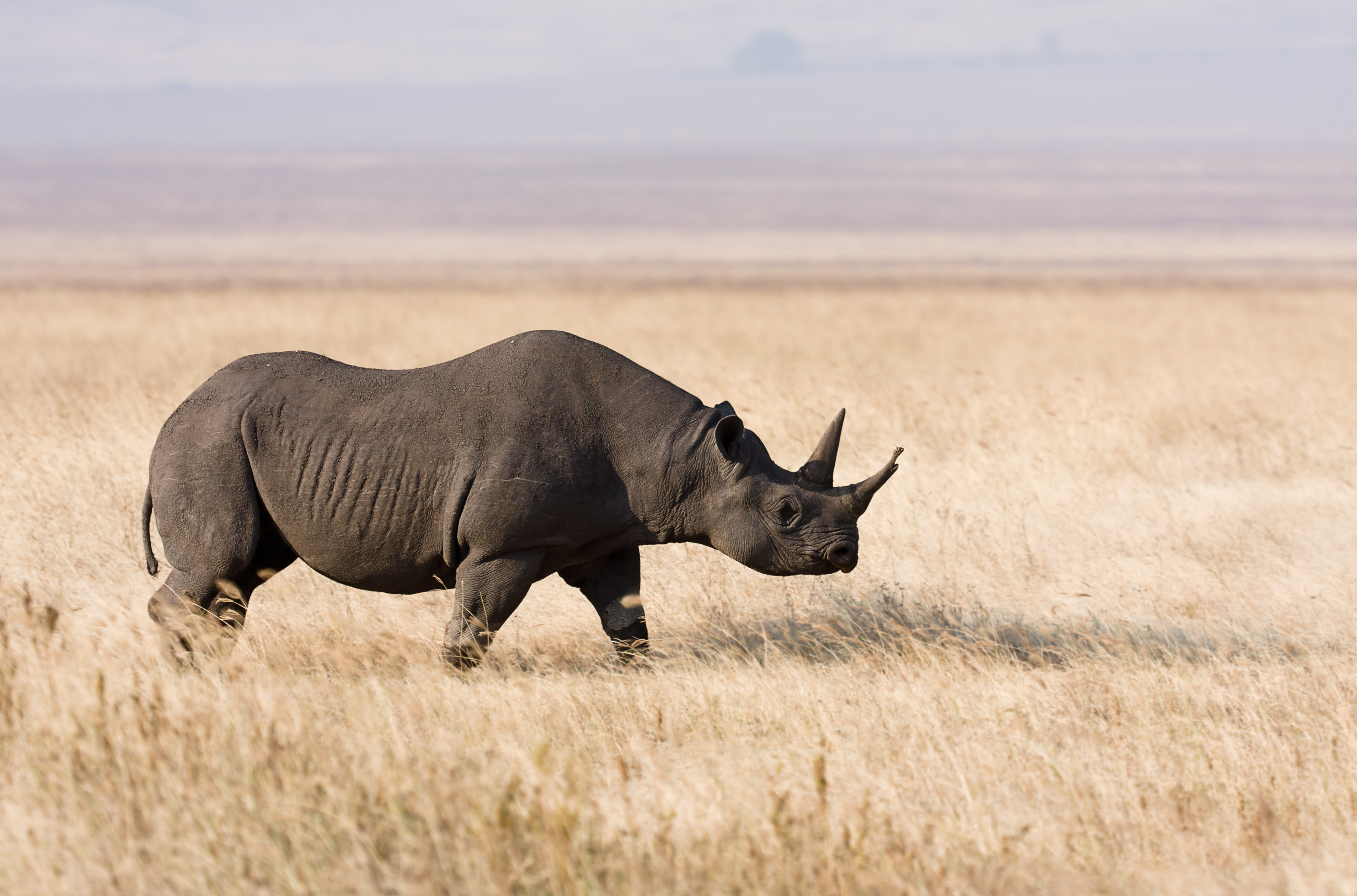
Tê giác đen trong miệng núi lửa.
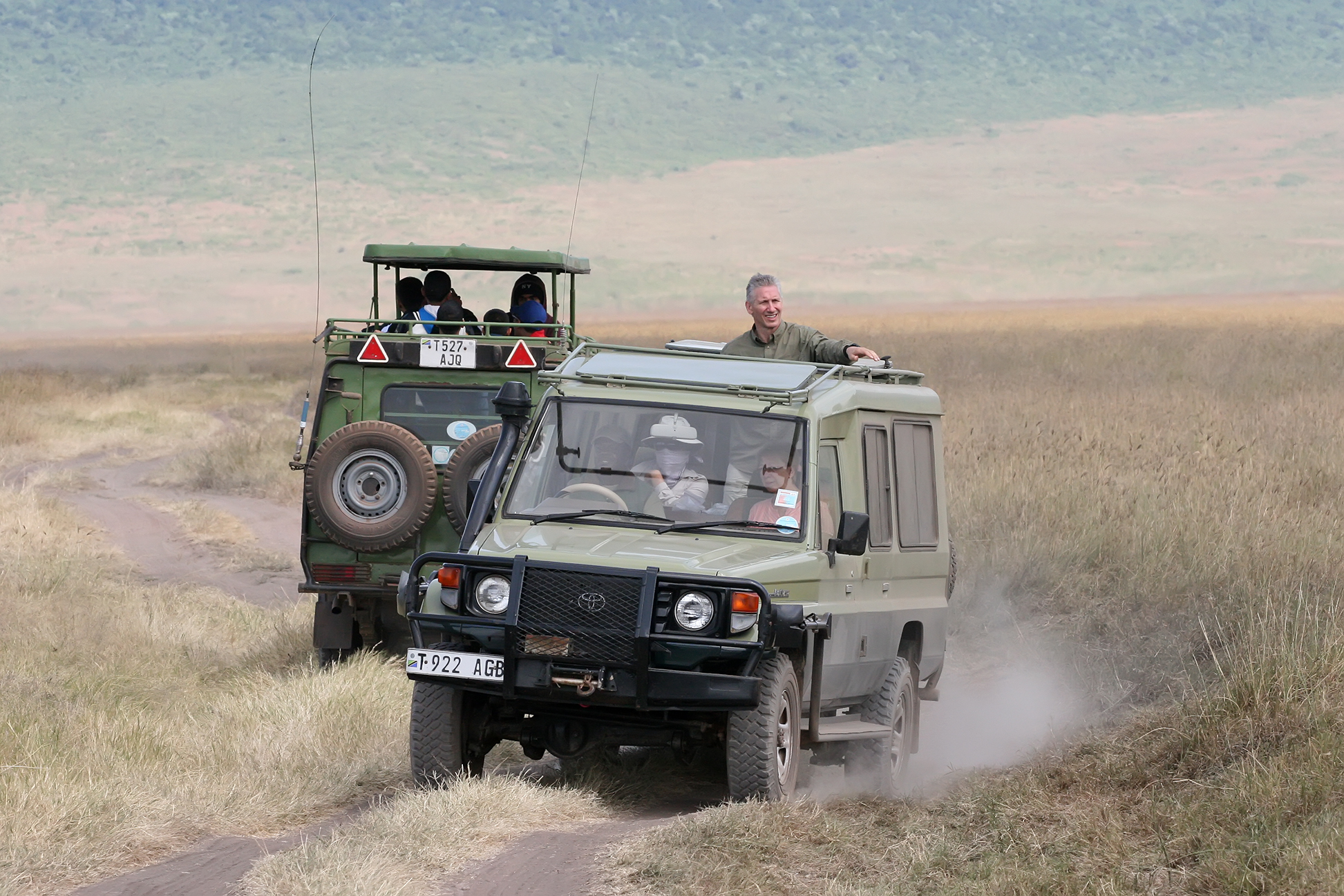
Xe Safari tại khu bảo tồn.
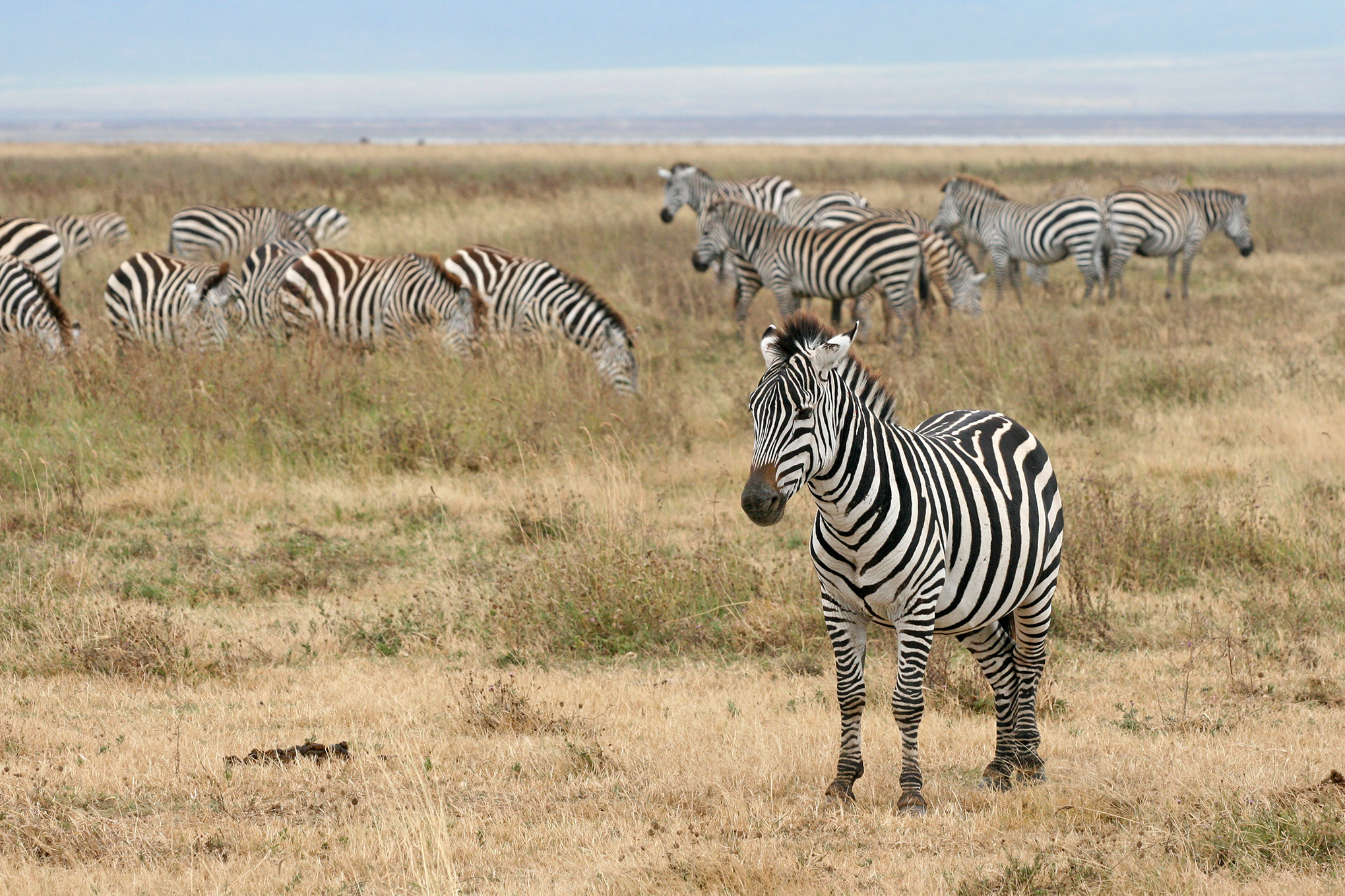
Ngựa vằn đồng bằng tại miệng núi lửa.
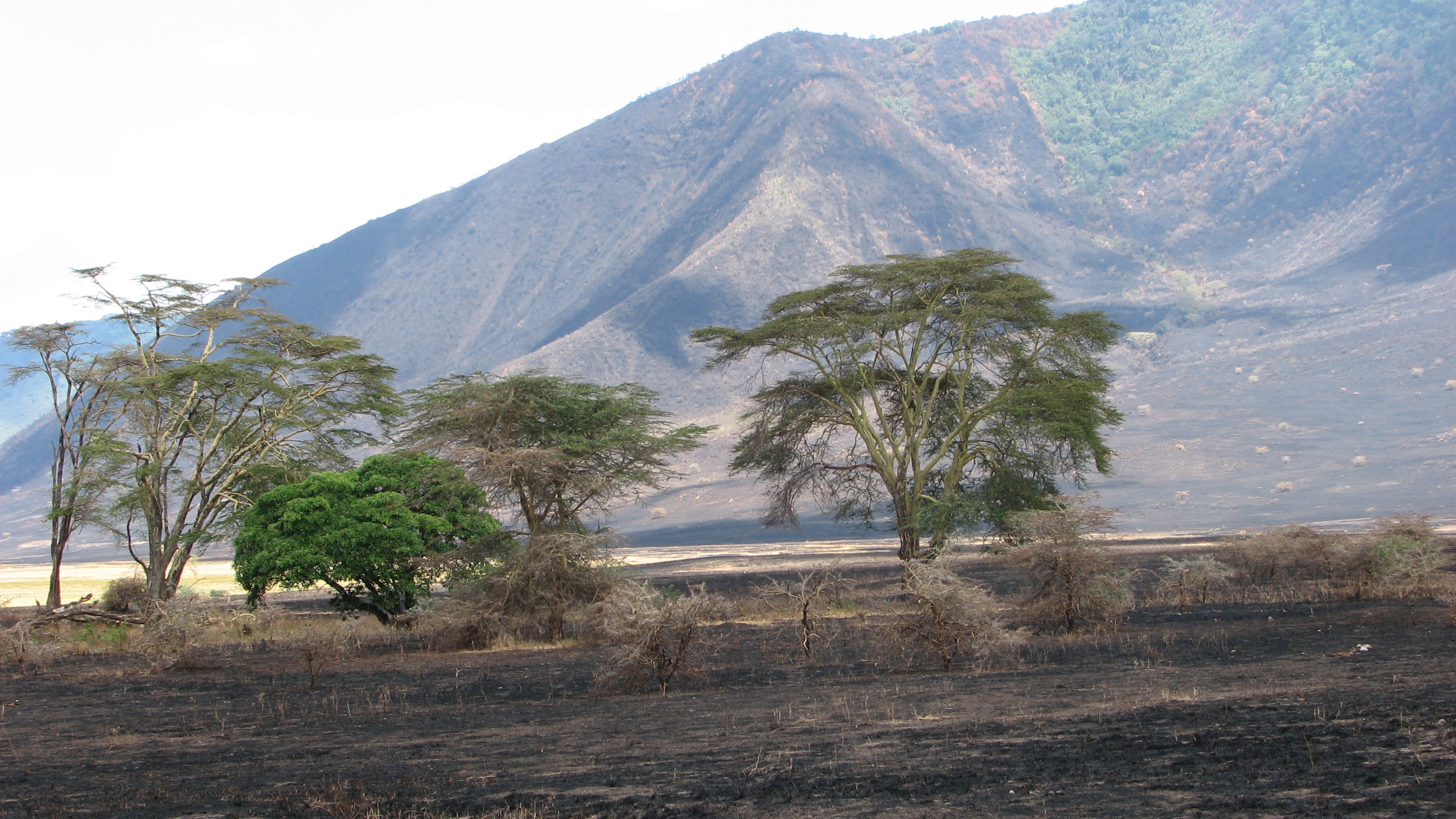
Lửa được sử dụng để quản lý thảm thực vật trong miệng núi lửa.
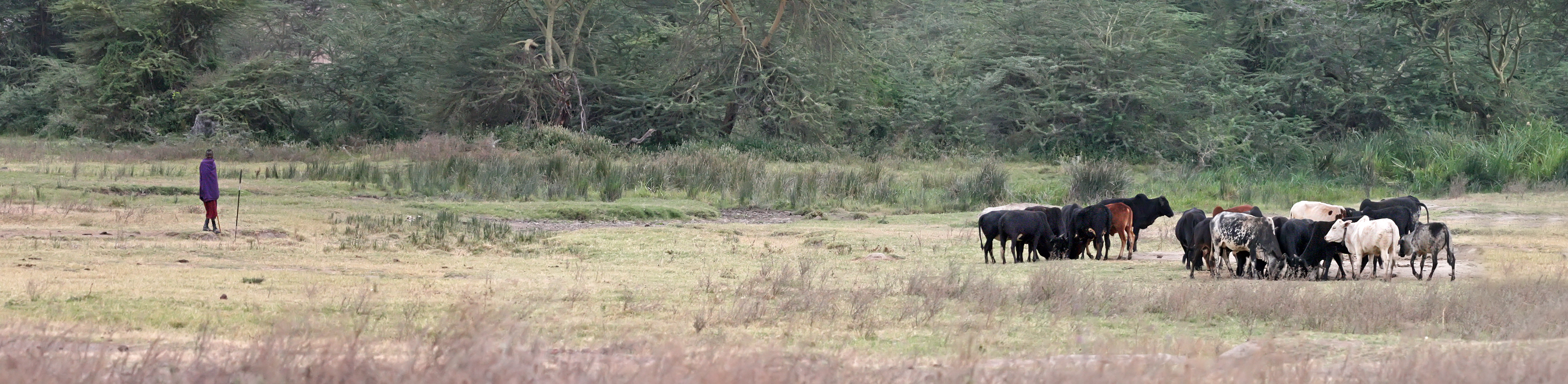
Mục vụ Masaai với các loài gia súc tại miệng núi lửa.
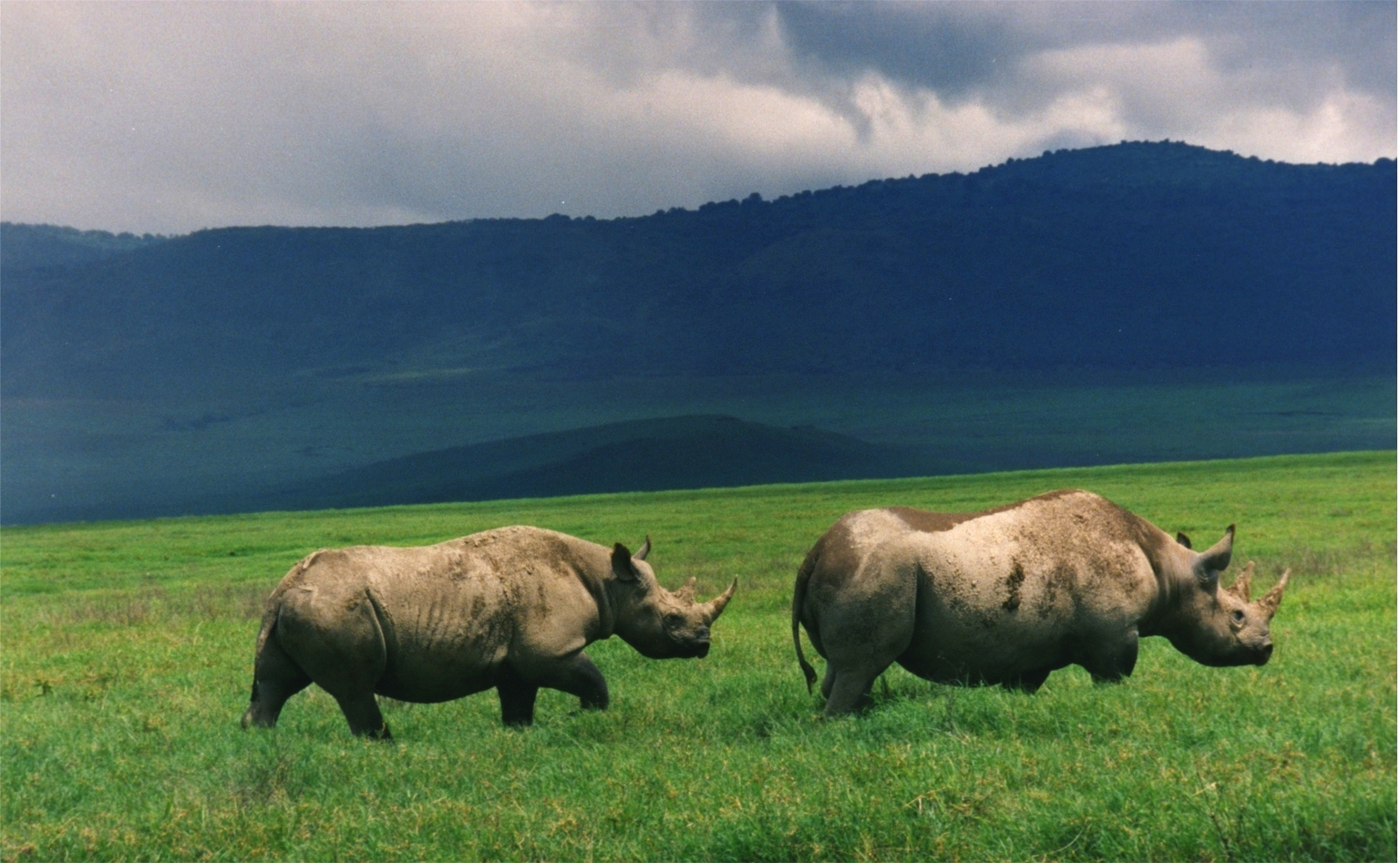
[[Black rhinoceros|Tê giác đen trong miệng núi lửa.
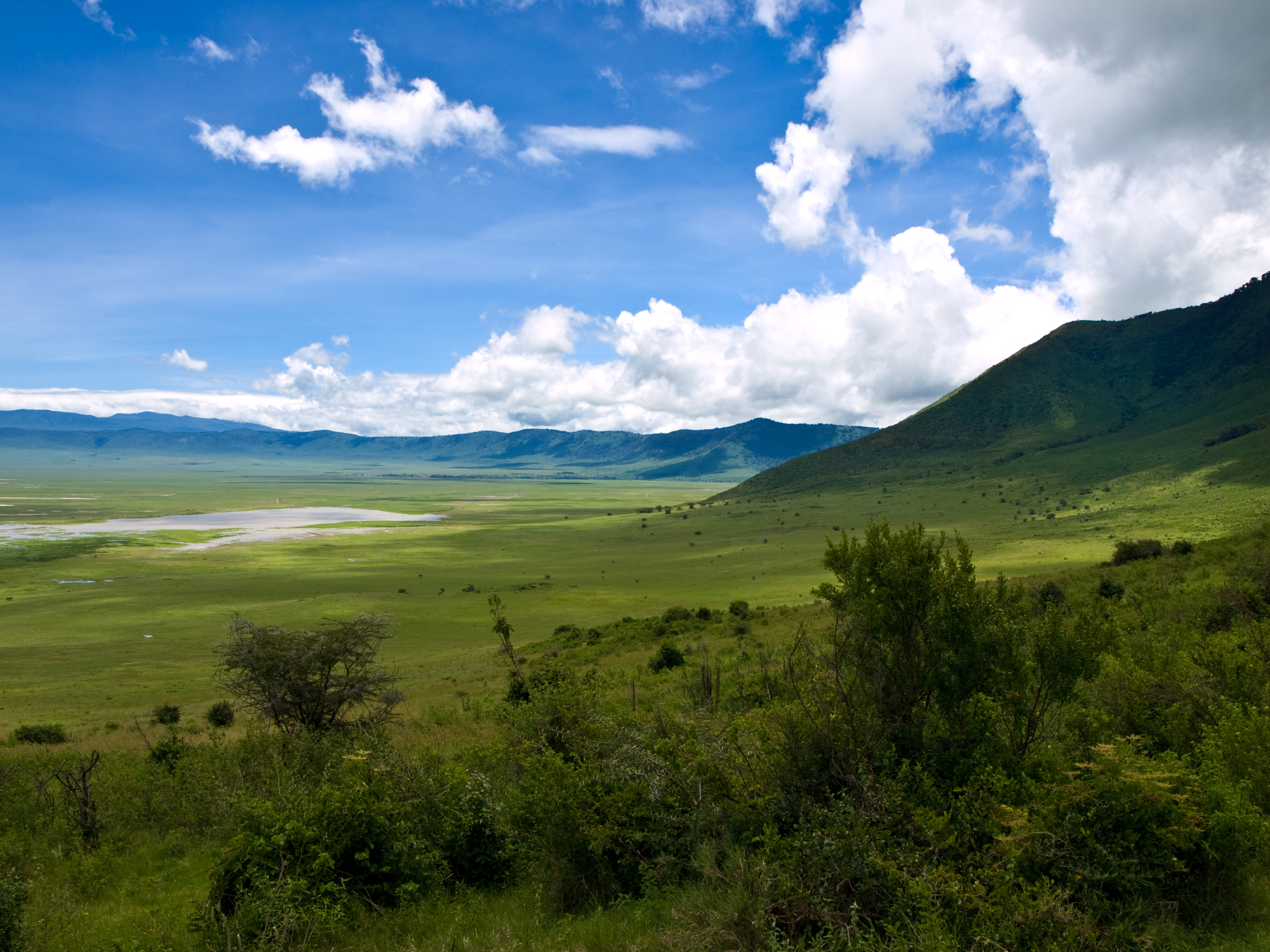
Bên trong miệng núi lửa.
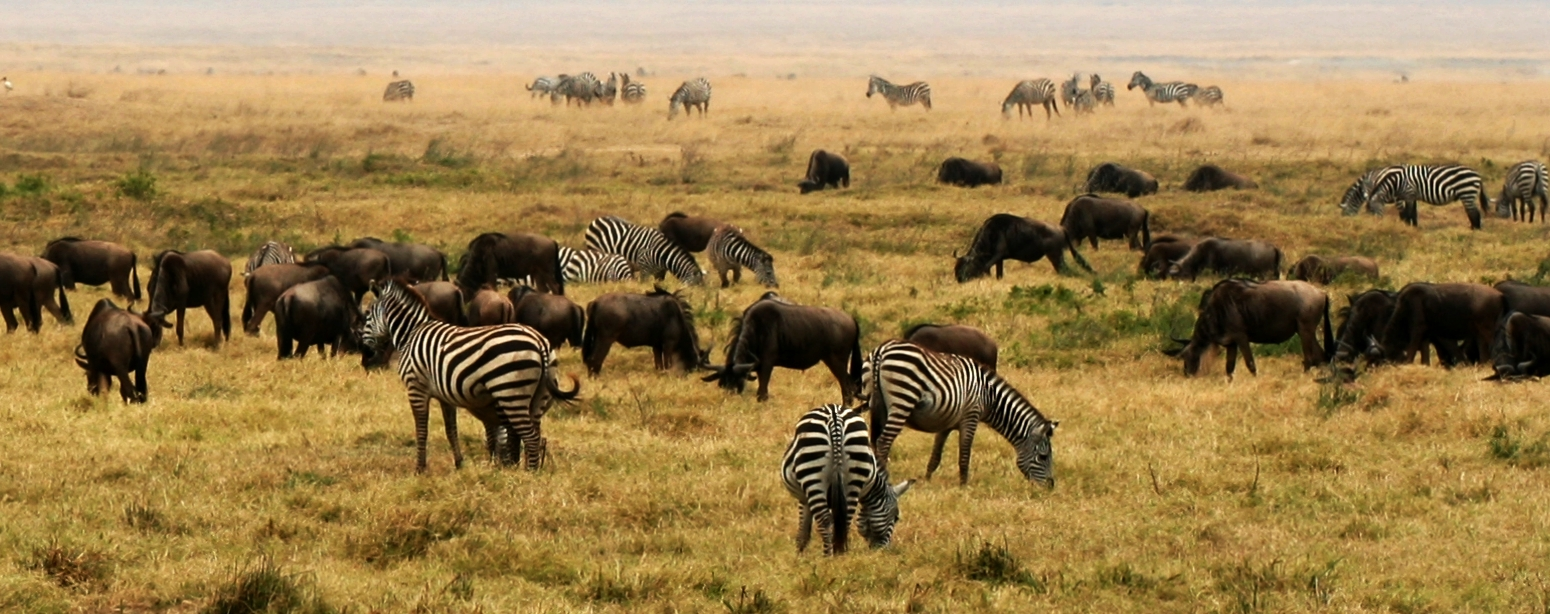
Linh dương đầu bò xanh và Ngựa vằn.
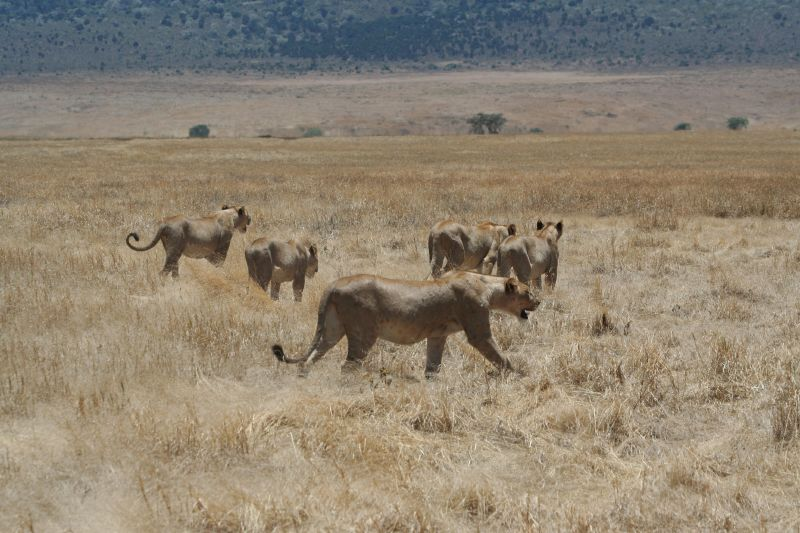
Sư tử cái săn mồi tại miệng núi lửa.
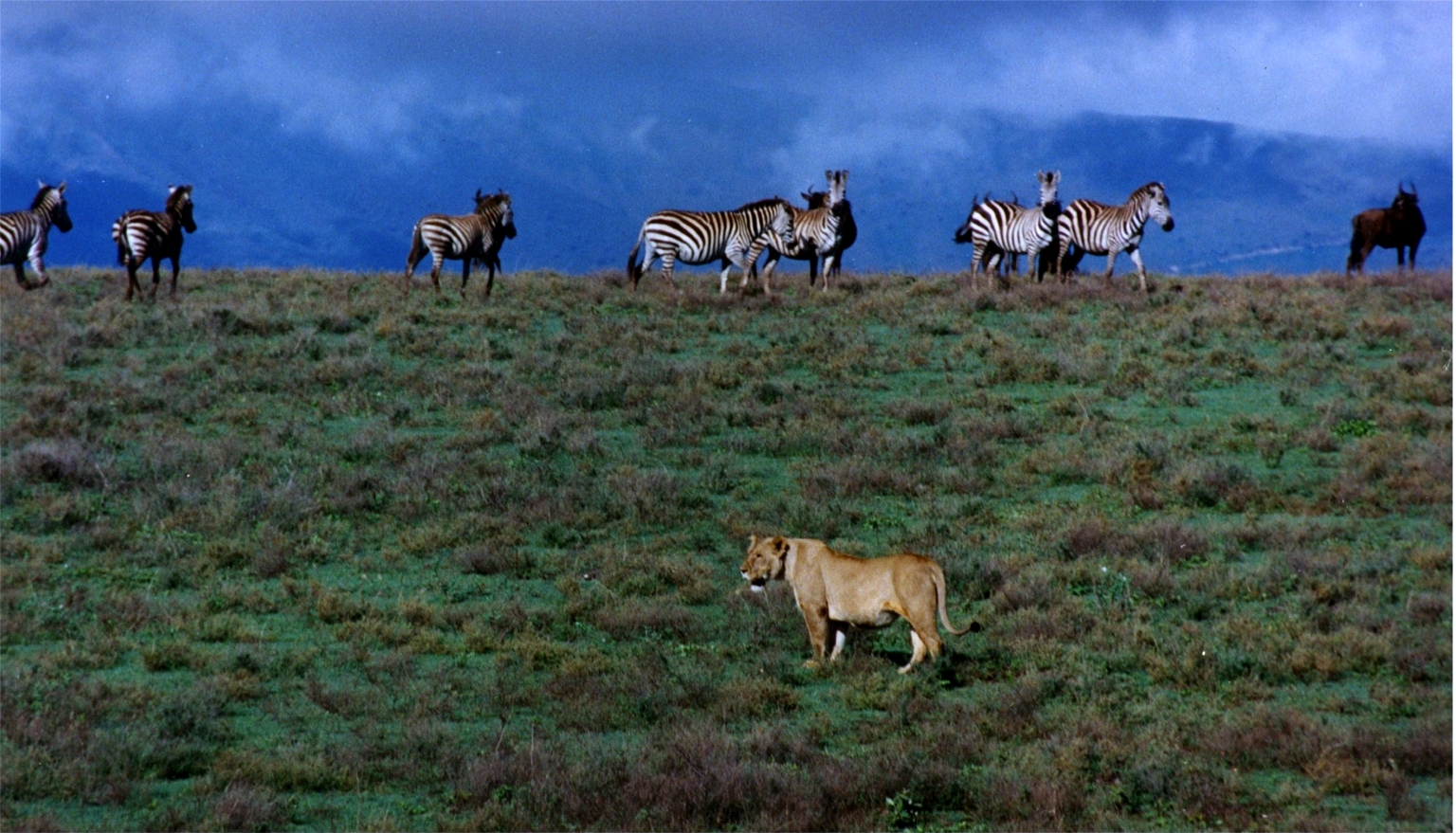
Sư tử và linh dương đầu bò ở miệng núi lửa.
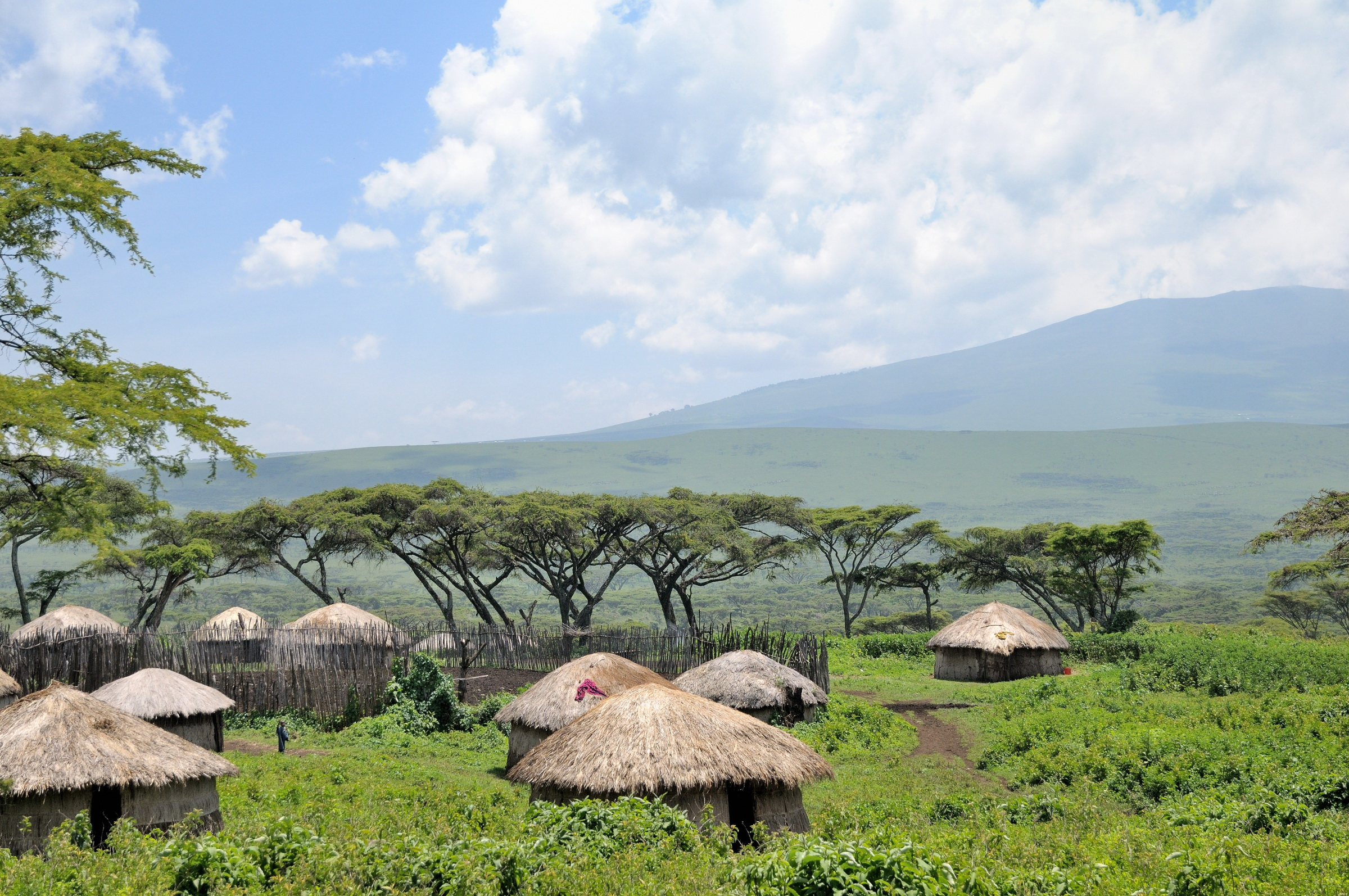
Maasai với những khu chăn nuôi tại khu bảo tồn.
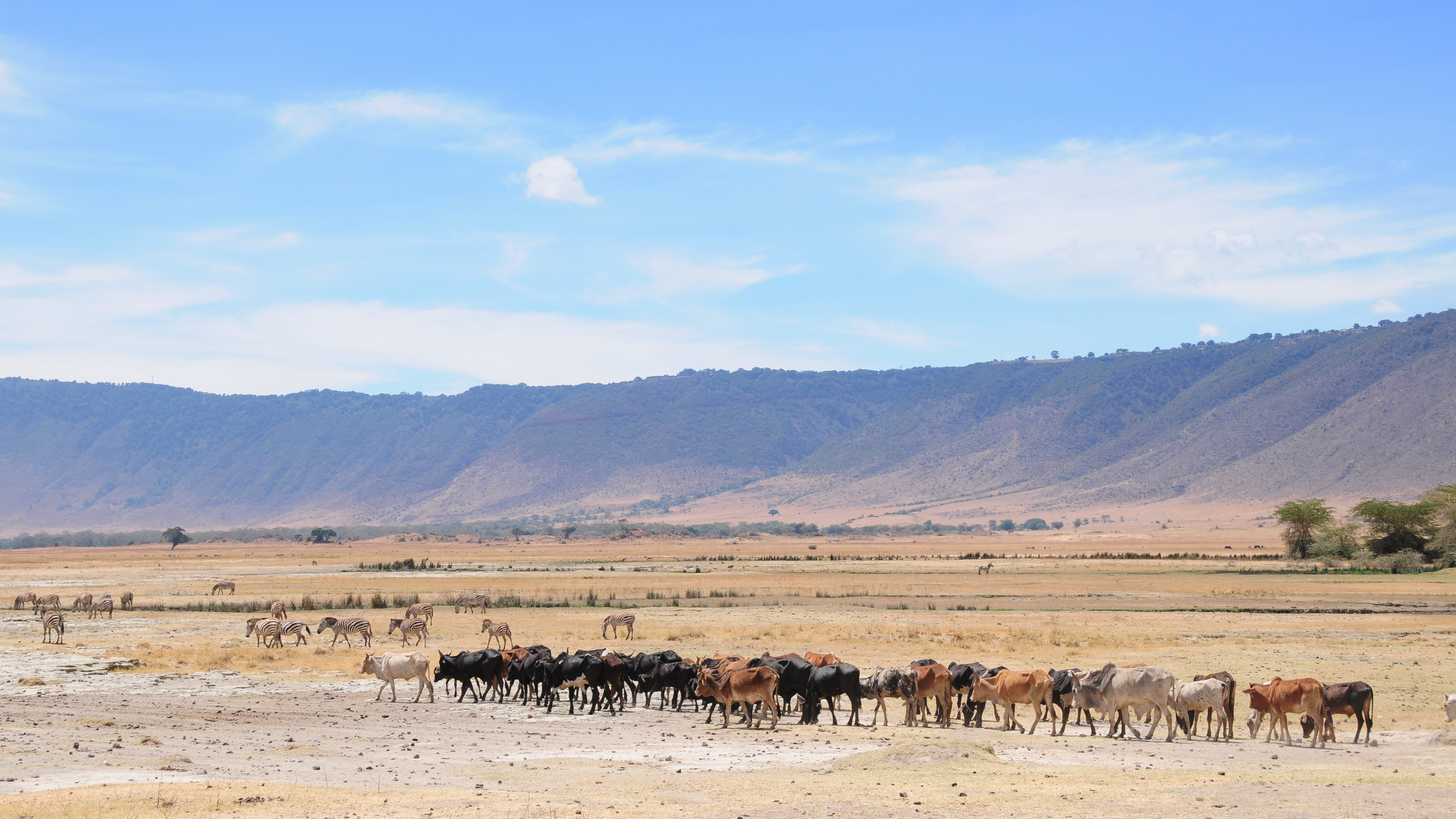
Gia súc Maasai
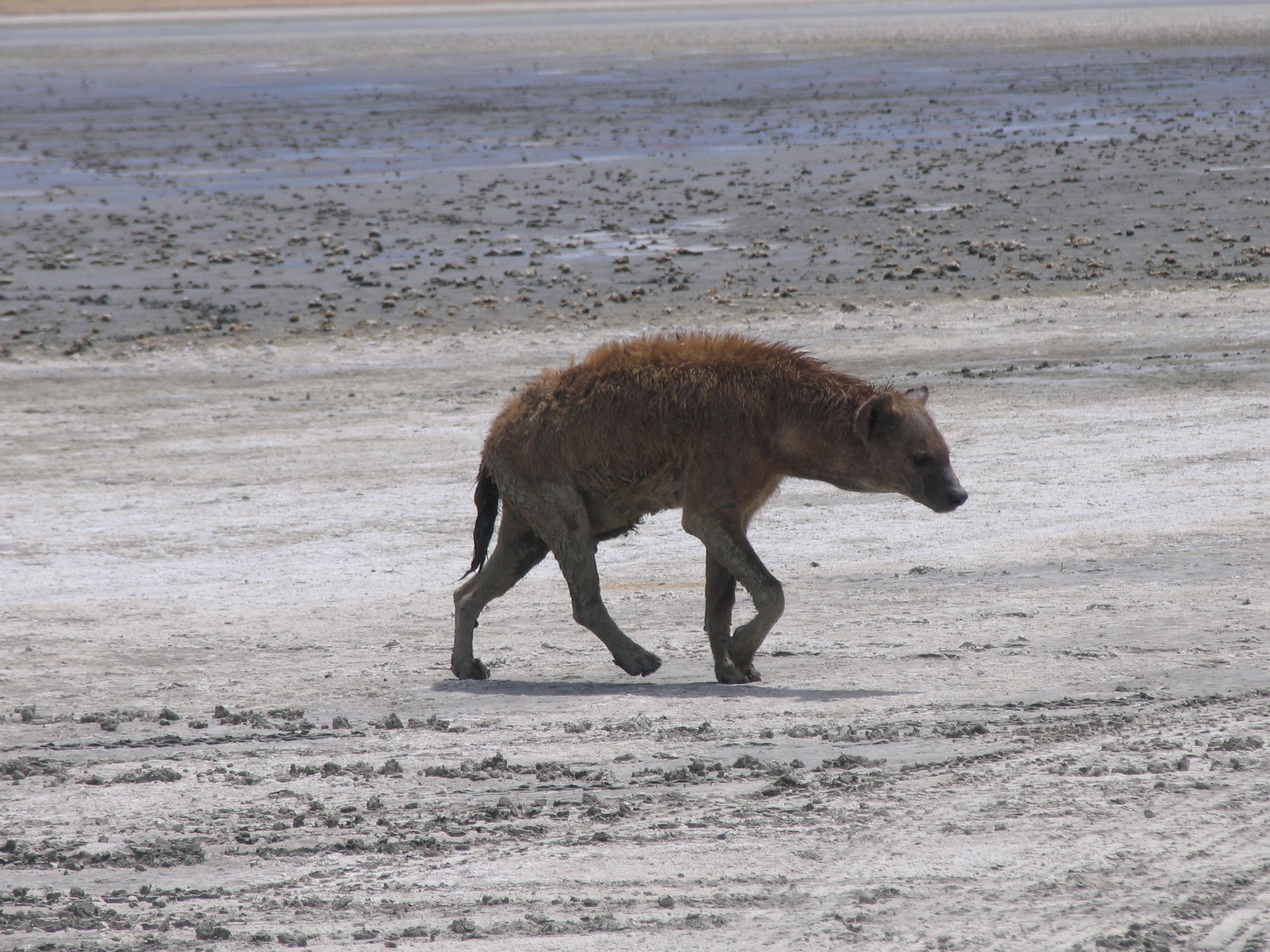
Linh cẩu tại miệng núi lửa.